# روبرت لي جونسون
روبرت لي جونسون (بالإنجليزية: Robert Lee Johnson)‏ هو جاسوس أمريكي، ولد في 1922، وتوفي في 18 مايو 1972.